# Acacia reficiens
Acacia reficiens (afrikáans: Rooihak, alemán: Rotrindenakazie), comúnmente conocida como acacia de corteza roja, espina roja, árbol paraguas falso, o espina paraguas falso, es un árbol o arbusto de hoja caduca de la familia de los guisantes (Fabaceae) originario del sur de África, que a menudo crece en forma de cono invertido y con una copa relativamente plana.

## Taxonomía
El naturalista austríaco Heinrich Wawra von Fernsee describió Acacia reficiens (como Acacia reficiens) en 1859. Forma un complejo de especies con V. luederitzii, también de África central y meridional. Existen dos subespecies: V. reficiens subsp. reficiens, que se encuentra en Angola y el suroeste de África, y tiene afinidades con V. luederitzii, y V. reficiens subsp. misera que se encuentra en África oriental, desde Sudán y Somalia a través de Kenia y Uganda, y tiene afinidades con V. etbaica. Con la retipificación del género Acacia esta especie fue colocada en Acacia.

## Descripción
Acacia reficiens puede crecer hasta 5 metros de altura. Su corteza es de color marrón rojizo o negro grisáceo y es bastante rugosa y agrietada. Las ramas más jóvenes pueden tener una apariencia de color rojo púrpura, de ahí sus nombres comunes. Una característica interesante de esta planta es que tiene espinas largas y rectas y espinas curvas en forma de gancho más cortas, pero generalmente no ambas en un par.
Sus hojas son bipinnadamente compuestas (como es común en la mayoría de las especies de acacias africanas) con 1 a 4 pares de pinnas, donde cada pinna tiene nuevamente de 5 a 13 pares de folíolos. Las flores son de color blanco a crema, y se ven principalmente durante los meses de verano de diciembre y enero, pero pueden florecer casi todo el año, dependiendo de la ubicación geográfica. El fruto es una vaina plana de color marrón rojizo.

## Distribución y hábitat
Acacia reficiens se encuentra en las zonas más secas de África, en países como Angola, Sudáfrica, Suazilandia y Namibia. Esta planta parece preferir los tipos de suelo rocoso y no crece en áreas de alta precipitación, sino en semidesérticos y matorrales áridos.
Es una abundante especie dominante de matorrales áridos en Kenia, y forma hasta el 30% del dosel leñoso total en el Ecosistema de Turkana del Sur en el Condado de Turkana.

## Ecología
Las hojas de este árbol son consumidas por los grandes mamíferos y el ganado menor como el gran Kudú y las cabras. En algunas áreas de Namibia y Kenia, Acacia reficiens subsp. reficiens se considera una especie invasora ya que puede invadir áreas de tierras agrícolas, especialmente en suelos alterados. Es muy oportunista y resistente, y posteriormente puede apoderarse de grandes áreas de vegetación nativa.

## Usos
El pueblo nómada Ngisonyoka del distrito de Turkana en Kenia utiliza madera de Acacia reficiens para construir casas temporales. En la región del Desierto de Kaoko en Namibia, las ramas de este árbol se usan para cercas y la corteza se usa para cuajar la leche, mientras que las espinas se pueden usar para perforar las orejas. Las semillas se pueden hornear en ceniza caliente, triturar, moler y mezclar con tabaco para usarlas como rapé. El pueblo Giriama usa la madera para leña y carbón, y los tallos rectos como postes.